# Wandermenagerie

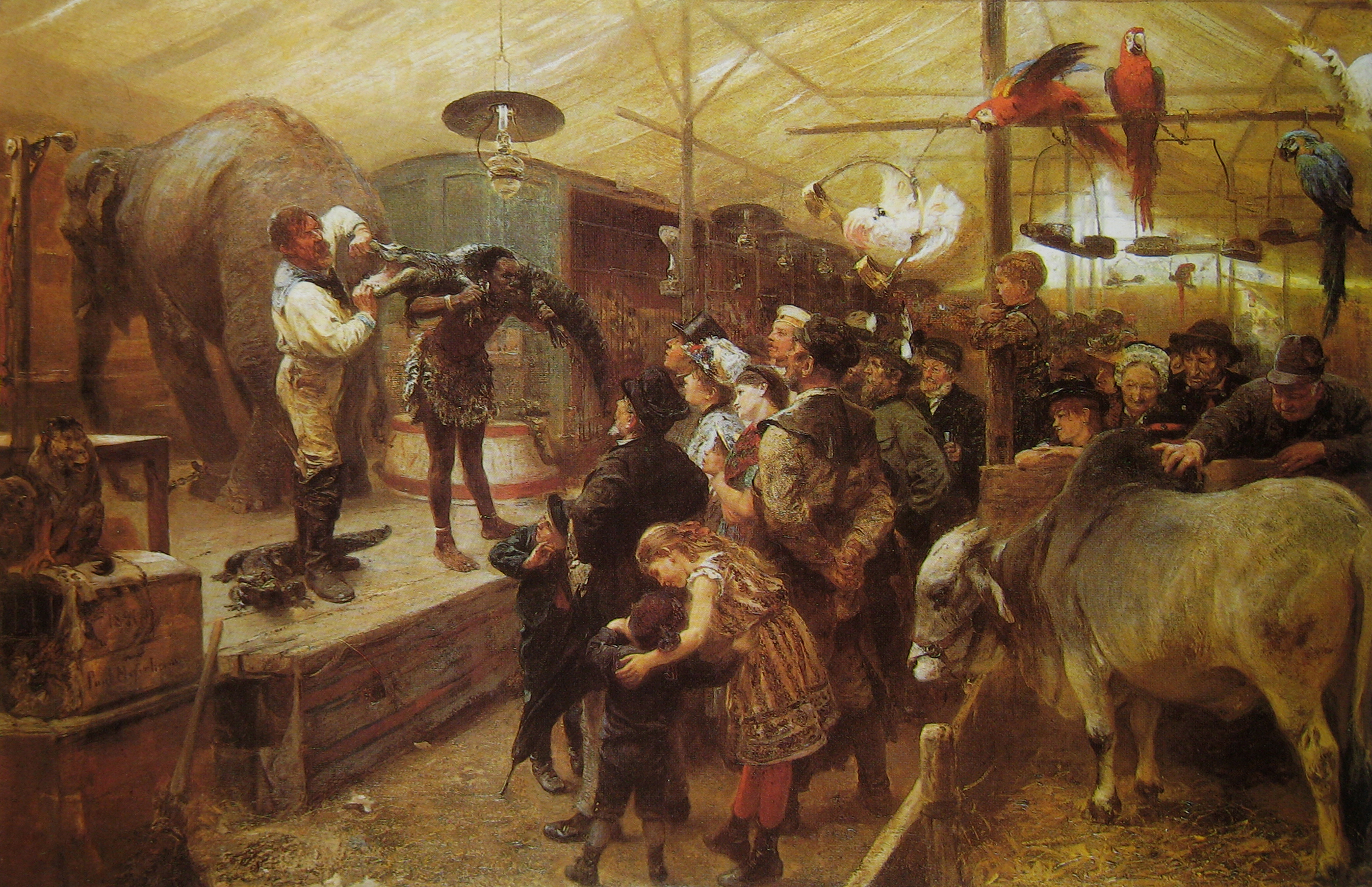
Paul Friedrich Meyerheim: In der Tierbude, 1894; Galerie Neue Meister, Dresden

Wandermenagerien waren Sammlungen lebender exotischer Tiere auf Tournee. Sie wurden seit der zweiten Hälfte des 18. Jahrhunderts in ganz Europa und in den USA zu einem festen Bestandteil der alltäglichen Unterhaltungskultur. Die Menagerien wurden von Schaustellern betrieben, die mit den Tieren von Ort zu Ort zogen, um sie in Tierbuden einem Publikum gegen Entgelt zu präsentieren. Im Gegensatz zum Zirkus lag die Sensation dieser Tierschauen nicht in erster Linie in der Dressur gezähmter Tiere, sondern in dem Zurschaustellen ihrer fremdartigen Besonderheiten.
Anders als die sich im 19. Jahrhundert etablierenden Zoos, die sich der Erforschung der Geschöpfe und der Belehrung des Publikums verschrieben, setzten die Tierdarbietungen der wandernden Menageristen vor allem auf die Schaulust, die sich durch das fahrende Gewerbe allerorten bedienen ließ. In Europa endete die Zeit der mobilen Tierschauen in den 1930er Jahren, in den USA blieben Wandermenagerien noch bis in die 1960er Jahre gegenwärtig.

## Schauen und Sammeln
Die Tradition der Zurschaustellung lebender exotischer Tiere ist seit der Antike in Europa belegt. Seit dem Mittelalter zogen Gaukler in Europa mit lebenden Tieren durch die Lande; Tanzbären gehörten zum Bild des mittelalterlichen und frühneuzeitlichen regionalen und städtischen Marktgeschehens.
Das Sammeln fremder Geschöpfe war indes ein jüngeres Phänomen, das seit der frühen Neuzeit bei den europäischen Herrschern zur Hofhaltung gehörte und seltene Tiere verstärkt zu Tauschobjekten und diplomatischen Geschenken werden ließ, wie zum Beispiel im 15. Jahrhundert die sogenannte Medici-Giraffe, die auf Fresken und Gemälden verewigt wurde. In speziell für Großkatzen und Elefanten eingerichteten Menagerien waren die Tiere, ähnlich wie die fürstlichen Wunderkammern und Naturalienkabinette, Ausdruck eines exklusiven Anspruchs auf Unterhaltung und Befriedigung der Neugier. Die Tiere blieben oft nicht am selben Ort, sondern wurden als Zeichen der Macht ihrer Besitzer herumgezeigt, so insbesondere der zähmbare Asiatische Elefant, der seit dem Mittelalter immer wieder in Europa zu sehen war. So schickte zum Beispiel Ludwig IX. im 13. Jahrhundert einen Elefanten weiter nach England, Papst Leo X. bekam aus Portugal einen jungen Elefanten namens Hanno aus dem Besitz von Manuel I. und ein unter dem Namen Soliman in die Historie eingegangener Elefant wechselte auf seinem Weg nach Wien über Lissabon und Madrid seine fürstlichen Besitzer.
Am Ende des 18. Jahrhunderts wurden die herrscherlichen Menagerien zunehmend aufgelöst. Sofern die Tiere nicht skelettiert im Naturalienkabinett landeten, verteilte man sie entweder über den Handel mit exotischen Tieren an zoologische Gärten, die Anfang des 19. Jahrhunderts für die Öffentlichkeit eingerichtet wurden, oder sie ergänzten als dressierte Attraktionen den Zirkus und wurden Bestandteil mobiler Tiersammlungen von Schaustellern.

### Gaukler und Händler

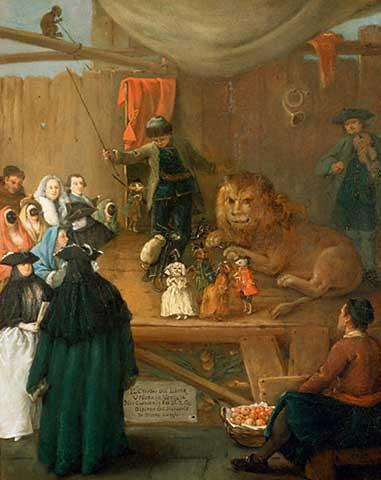
Pietro Longhi: Il casotto del leone (Löwenbude), 1762; Pinacoteca Fondazione Querini Stampalia, Venedig. Ein reisender Komödiant zeigt dressierte Hunde und einen zahmen Löwen.

Tierdarbietungen mit zahmen Wildtieren und kleinen Dressurnummern gehörten zum neuzeitlichen öffentlichen Unterhaltungsprogramm reisender Schausteller und Komödianten. Seit Ende des 15. Jahrhunderts wurden Bären und Affen oft gemeinsam mit Mohren und menschlichen Fehlbildungen vorgeführt. Indische Elefanten, die als gelehrige Tiere Kunststücke vorführen konnten, wie zum Beispiel die Elefantenkuh Hansken und Berninis Elefant, wurden im 17. Jahrhundert zu Publikumsmagneten. Im 18. Jahrhundert wurde ein lebendes Panzernashorn namens Clara auf einer Europatournee präsentiert. Das Auftreten derartiger seltsamer, als sensationell angesehener Wunder der Natur wurde durchweg in den Ortsannalen festgehalten und von Künstlern, wie zum Beispiel Jean-Baptiste Oudry, in Kunstwerken verewigt.
Die regelmäßigen Schiffsverbindungen schafften einen Markt für seltene Tiere in Europa, zunächst insbesondere in den Überseehäfen. Um 1700 entstanden in Amsterdam mit den anlandenden exotischen Tieren, die nicht umgehend von den fürstlichen Agenten in die Menagerien von Herrschern verbracht worden war, sogenannte Handels- und Schaumenagerien; Tierführer zogen mit den Beständen in die Residenzstädte in der Hoffnung auf fürstliche Kundschaft. So wie die Wanderbühnen gastierten die fahrenden Tierhalter gelegentlich an den Hoftheatern.
In der zweiten Hälfte des 18. Jahrhunderts erweiterte sich das Spektrum der zur Schau gestellten Tiere insbesondere um die sogenannten „Königstiere“, die Elefanten und Löwen, die von nunmehr sich eigenständig entwickelnden Unternehmen einem zahlungskräftigen Publikum vorgeführt wurden. Die öffentliche Veranstaltung von Tierkämpfen, in denen oft Hunde gegen Bären, Wölfe oder Tiger antreten mussten, wurde seit Beginn des 19. Jahrhunderts in ganz Europa von den Städten nach und nach untersagt. Die Verbote in Deutschland (ab 1830), Großbritannien (ab 1835) und Paris (1833) erfolgten nach den im Zuge der Französischen Revolution 1793 in Paris entworfenen Ideen der Wildtierpräsentation, die eine der Aufklärung verpflichtete öffentliche Menagerie propagiert hatten und damit entsprechende Kampagnen gegen die Tierkämpfe in Europa in Gang setzten.

### Vom Fürsten in den Zoo und in die Schaubude

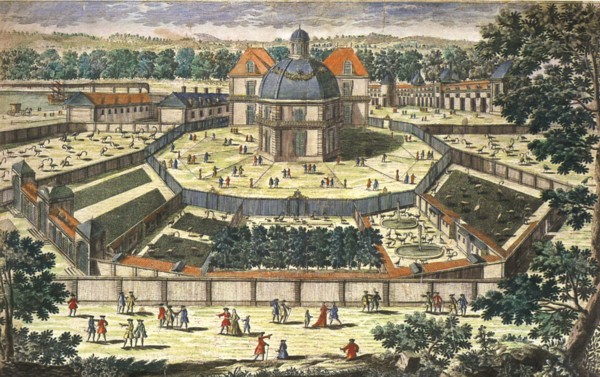
Menagerie im Park von Versailles zur Zeit König Ludwigs XIV.

Nach dem Tod Kaiser Franz Stephans im Jahr 1765 wurde dessen exquisite Tiersammlung in Schönbrunn bei Wien für das Publikum geöffnet; der Tiergarten Schönbrunn sieht sich deshalb als den ältesten Zoo der Welt an. Am 10. August 1792 zerstörten die Jakobiner die berühmte, unterdessen jedoch vernachlässigte Menagerie in Versailles und gaben umgehend zahlreiche Wildtiere zum Ausstopfen. Die Tötung der verbliebenen noch lebenden Tiere und deren Überführung ins Naturalienkabinett wurde verhindert durch den erfolgreich durchgesetzten Plan Bernardin de Saint-Pierres, Schriftsteller und Leiter des Kabinetts, die Tiere dem Jardin national des Plantes zuzuführen. Die dort 1793 für sie eingerichtete öffentliche Menagerie, die noch heute existiert, war bestimmt durch ihre wissenschaftliche Ambition, durch die Idealisierung von Natur in Form der Gestaltung als Park sowie durch das Interesse an nationalem Prestige und wies damit die Kennzeichen des modernen Zoos im 19. Jahrhundert auf.
Die kostspieligen privaten Tiersammlungen kamen in den Handel und ermöglichten auf diese Weise dem Schaustellergewerbe eine attraktive Ergänzung ihrer Bestände. Als eine der letzten wurde die bedeutende Menagerie des Württemberger Königs Friedrich verkauft, bedingt durch anhaltende Missernten und Hungersnot im Land. Nach Friedrichs Tod im Jahr 1816 ließ sein Nachfolger Wilhelm sogleich einen der Elefanten töten und ins königliche Naturalienkabinett überführen. Die großen Raubkatzen und einen weiteren Elefanten gab er umgehend auf den Markt, das Menageriegebäude stellte er ebenfalls zum Verkauf. Mehrere Papageien, einen Strauß, einige große Affen und den Elefanten erwarb der Kunstreiter, Zirkusprinzipal und Schausteller Jacques Tourniaire (1772–1829); allein für den Elefanten zahlte er 1.100 Florin.
Die Tierhändler, die sich vor allem die Elefanten und die Raubtiere sicherten, führten diese durchweg als wandernde Schaustücke zuweilen durch ganz Europa. So hatte der Berliner Tierhändler Garnier aus der königlich württembergischen Sammlung neben Affen und Papageien einen Leoparden, einen Elefanten und einen Bären erstanden. Insbesondere die Elefanten Garniers wurden zur Attraktion seiner fahrenden Schaubude; zwei der Elefanten kamen auf ihren Tourneen 1819 und 1820 spektakulär zu Tode.

## Tierschau
Die Wandermenagerien des 19. Jahrhunderts übernahmen von den ambulanten Tiervorführern des 18. Jahrhunderts die Dramaturgie der Kombination verschiedener Tierarten fremder Faunen, zunächst in der Absicht, diese dem staunenden Publikum in einem friedlichen Nebeneinander vorzuführen. Großkatzen, die seit Beginn des 19. Jahrhunderts von den Schaustellern auch gezüchtet wurden und deshalb in der Regel zahm waren, sowie Riesenschlangen und Hyänen gaben indes den willkommenen Anlass, die Gefahren der wilden Natur zu vermitteln. Die Schausteller zeigten sich in ihren Tierbuden zunehmend als Dompteure, als Bändiger blutrünstiger Bestien; Vorführungen als possierlich empfundener dressierter Hündchen wurden Beiprogramm.

### Tierbude

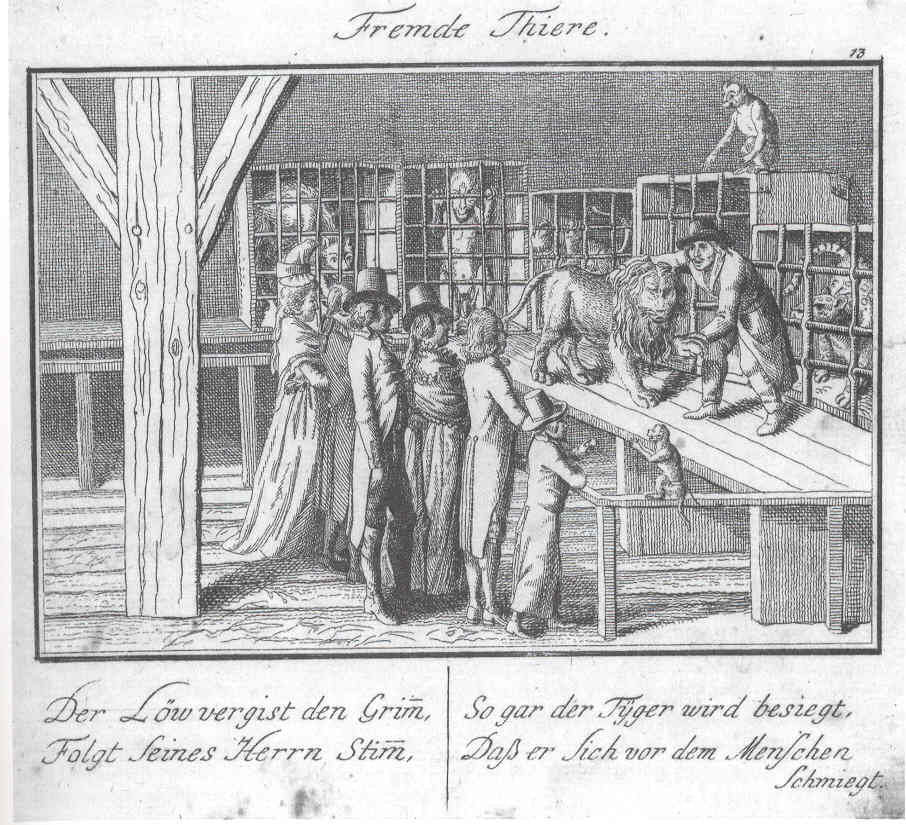
Tierbude einer Wandermenagerie um 1800; Germanisches Nationalmuseum, Nürnberg

Die Schausteller mit Tiermenagerien gehörten zum fahrenden Volk. Sie transportierten ihre Tiersammlungen auf Pferdewagen in Käfigen, in denen die Tiere auch gehalten wurden. Auf der Reise waren die Käfige bis auf Licht- und Luftfenster verschlossen, um die Fracht sowohl vor Wind und Wetter als auch vor unentgeltlicher Besichtigung zu schützen. Am Ort der Darbietung wurden die Tierkästen in einer Reihe aufgestellt. Einfache Holzwände oder Planen um die geöffneten Gitterseiten der Käfige herum schützten die Schaustücke vor den neugierigen Blicken der nicht zahlenden Besucher und ergaben, an einem Ende mit einem Eingang versehen, einen nach allen Seiten abgeschlossenen und begehbaren Raum, der den Zuschauern hinreichenden Platz bot. Eine darüber angebrachte Zeltplane schützte die Tiere und die Darbietungen vor Sonne, Wind und Regen. Die Winterquartiere bestanden aus festen Buden, die eigens gezimmert und mit Stroh und Sägemehl gegen die Kälte abgedichtet wurden.
In der Tierbude war das Publikum durch Barrieren von den Käfigen mit den wilden Tieren getrennt. Die billigeren Plätze waren in einigem Abstand zu den Tieren eingerichtet; den Besuchern, die einen höheren Eintritt zu zahlen bereit waren, erklärte der Schausteller seine Sammlung aus der Nähe. Unter dem Zeltdach konnten bunte Vögel – meistens waren es Papageien – angekettet auf Bügeln schaukeln. Ein Elefant, der nach wie vor die größte Anziehungskraft für die Besucher darstellte, wurde stets exponiert aufgestellt.

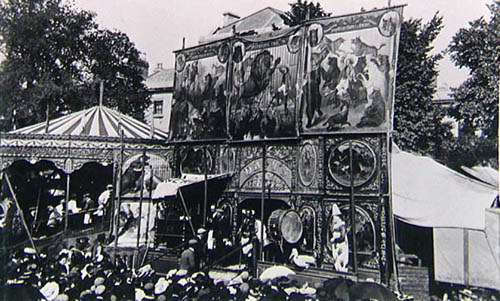
Day’s Menagerie, Oxford 1895

Bei finanziellem Erfolg investierten die Schausteller den Profit in die Vergrößerung ihrer Tierbestände. Die auf Wagen transportierten Käfige wurden zu Gitterwaggons, die ab 1850 von den größeren Menagerien durchweg mit der Eisenbahn transportiert wurden und deren Anzahl eine doppelseitige Aufstellung auf den Jahrmärkten erforderte. Die Waggons wurden mit einem geschlossenen Zelt überspannt und die größeren Innenräume mit Bühnen ausgestattet für besondere Darbietungen der Schausteller mit einzelnen Tieren. Das Publikum wurde in „Ränge“ aufgeteilt, die teuersten Plätze waren nach wie vor die in unmittelbarer Nähe der Tiere. Der Eingang war durchweg mit großflächigen Ankündigungstafeln verziert, farbigen Malereien auf Holz oder Jute, die dramatische Tierszenen darstellten. Die bunte Giebelverkleidung kaschierte zudem das mobile und entsprechend temporär wirkende Zelt- und Bretterarrangement und bot den Besuchern eine an die feststehenden Schaubuden erinnernde Optik. Der Eingang hatte Platz für Darbietungen, die einen Vorgeschmack auf das im Innern der Bude zu erwartende Spektakel boten.

### Dramaturgien

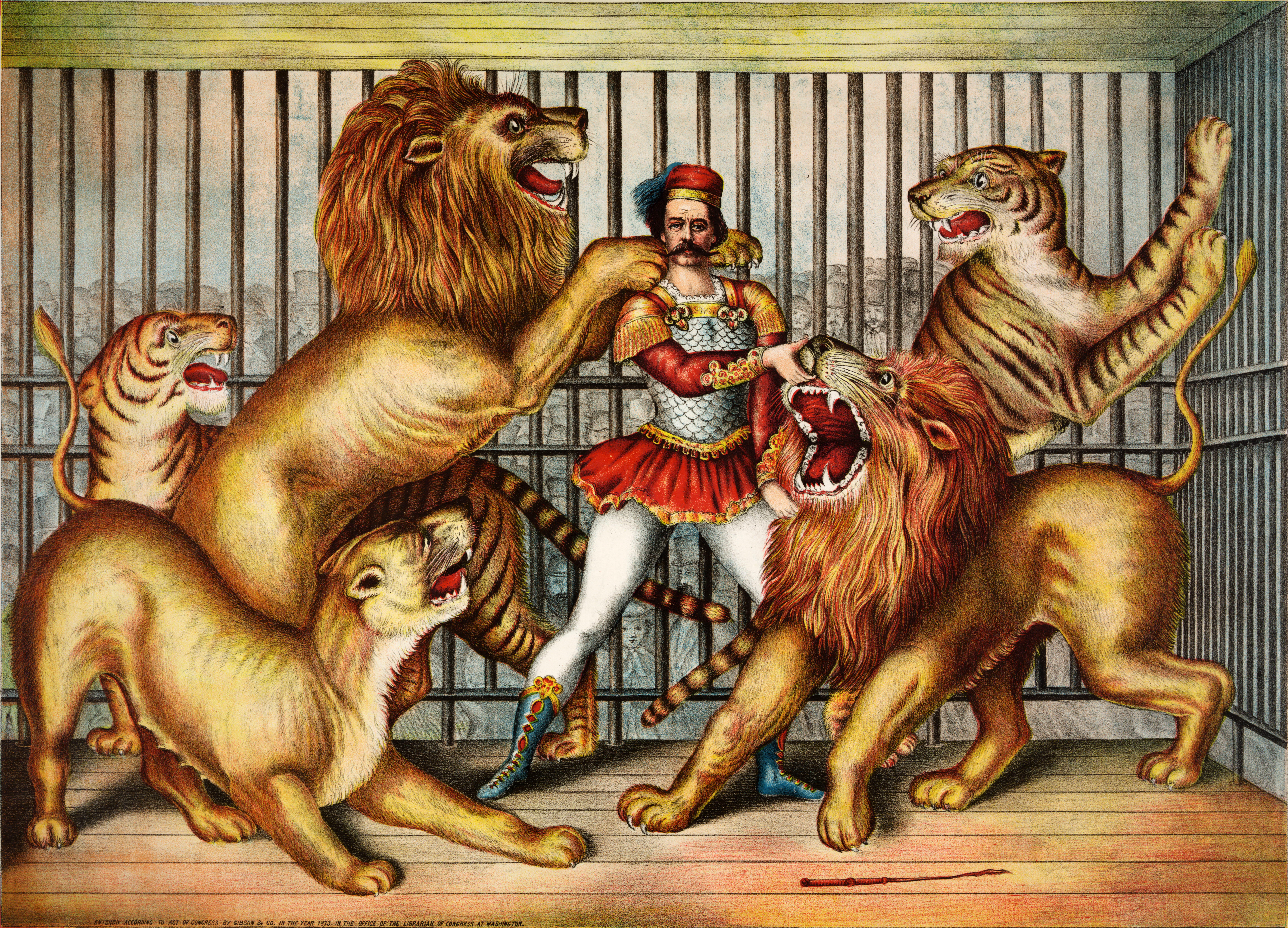
Dompteur im Käfig, Lithographie 1873; Library of Congress, Washington

Die Tierschauen begannen bereits vor dem Eingang, wo die Schausteller lautstark zunächst die Neugier der Besucher weckten, indem sie ihre Äffchen und Papageien oder schon mal ein Kamel auf einer Rampe umsonst präsentierten, um die Besucher mit der Aussicht auf die eigentlichen Attraktionen, wie zum Beispiel die Raubkatzen und Elefanten, in ihre Bude zu locken. Ein Explikator gab im Innern der Bude Auskunft über die Tiere, zumeist in einer Mixtur aus Information und Mythen; das Wissen um die Tiere bezogen die Schausteller in der Regel aus Buffons Histoire naturelle aus dem 18. Jahrhundert. Die großen Wildtiere waren durchweg handzahm, da sie oft als Jungtiere gekauft und von ihren Besitzern aufgezogen worden waren. Gleichwohl verschaffte ihre Schaustellung in den Käfigen dem zahlenden Publikum den eingangs versprochenen Nervenkitzel und zugleich das Erlebnis der Überlegenheit gegenüber dem Geruch und dem Geschrei der wilden Natur.

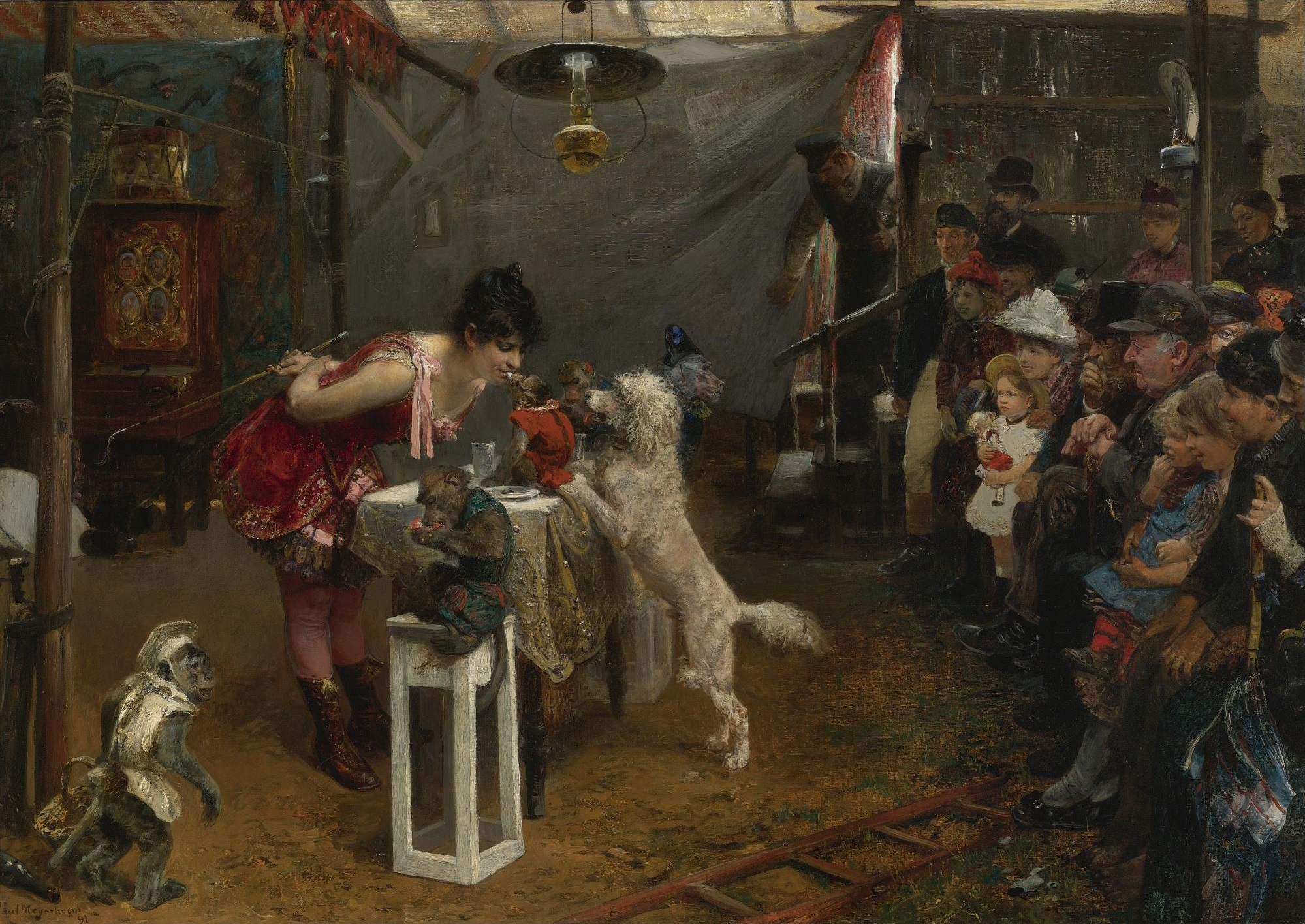
Paul Friedrich Meyerheim: Dressur im Nebenzelt, 1891; Privatbesitz

Ab etwa 1820 nahmen die Menagerien vermehrt Dressuren ins Programm mit dem Ziel, die domestizierten Raubtiere in Bewegung zu zeigen, wobei die freiwillige Unterwerfung der Wildtiere unter den Willen des Menschen zum Ausdruck gebracht wurde. Schlangenbändiger führten ihre Tiere ohne schützende Gitter inmitten des Publikums vor, zuweilen umstellt von einem freilaufenden Pelikan oder einem friedlich fressenden Dromedar. Im Lauf des 19. Jahrhunderts und mit zunehmendem Verdienst gebot die Konkurrenz, den Tierbudenbesuchern als Attraktion die Konfrontation der Bestien mit dem Menschen vorzuführen. Tierbändiger traten im Käfig zusammen mit verschiedenen Raubkatzenarten auf, wobei sie keine Dressurakte vorführten, sondern die nach wie vor zahmen Tiere zum Fauchen brachten und mit Peitsche und Stock zu gefährlich wirkenden Handlungen antrieben. Elefant und Alligator kamen auf die Bühne.
Als der Besuch der Tierbude im ausgehenden 19. Jahrhundert längst zum sonntäglichen Freizeitvergnügen für die Familie geworden war, errichteten die Schausteller kleine Nebenzelte, in denen sie Dressurakte mit Kleintieren vorführen ließen.

### Organisation und Wirtschaftlichkeit

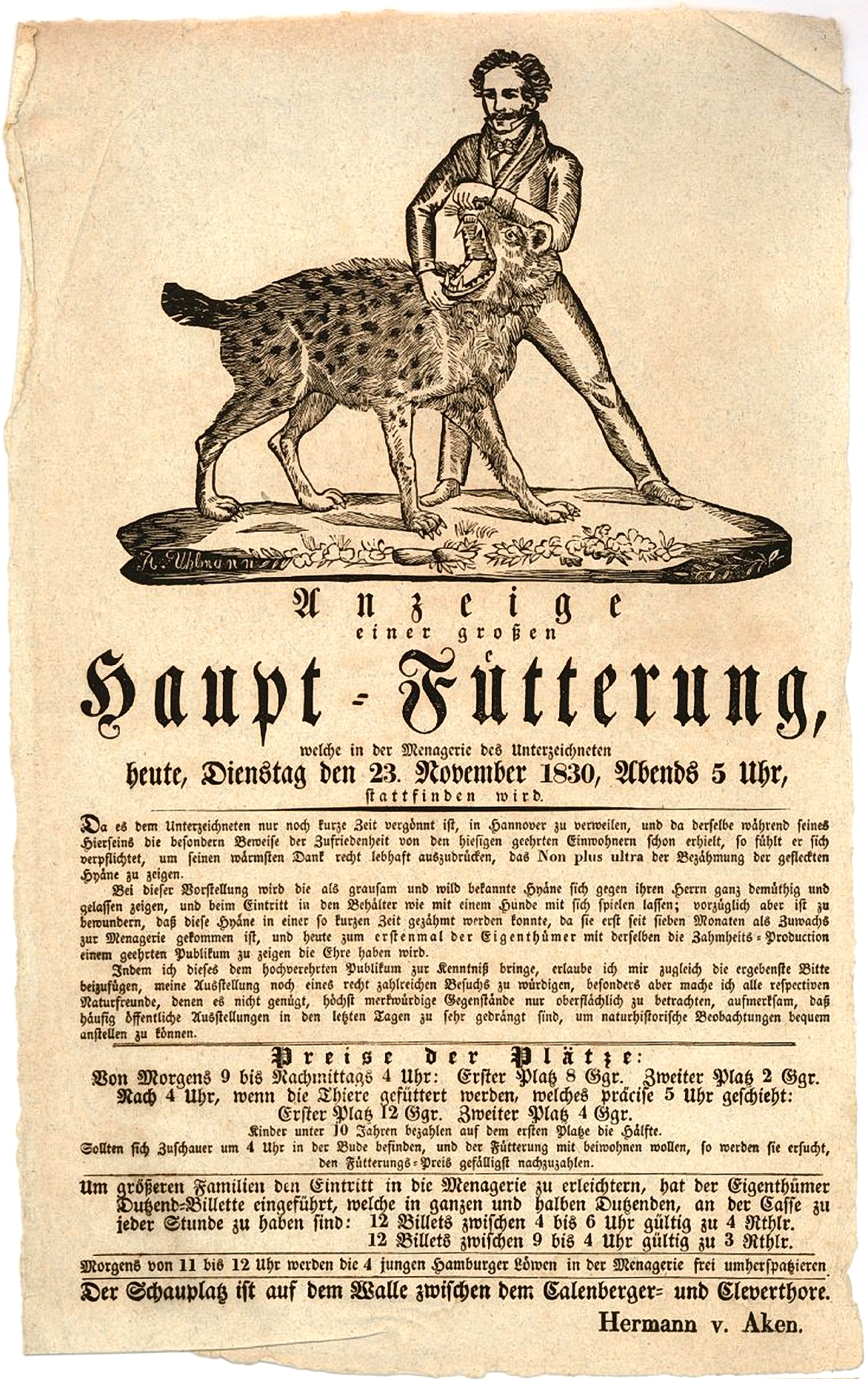
Ankündigungszettel der Menagerie van Aken, Hannover 1830; British Museum, London

Zu den ertragreichsten Orten des Tierhandels gehörten die niederländischen Hafenstädte und in nachnapoleonischer Zeit der Londoner Hafen. Von London aus gelangten die exotischen Tiere nach Hamburg oder Bremen, wo sich in den 1820er und 1830er Jahren wichtige Umschlagplätze für den Tierhandel auf dem Kontinent entwickelten. Zu den begehrtesten und teuersten gehandelten Tieren gehörten neben Elefanten, Löwen und Tigern auch Zebras und Tapire, die von den Menageristen als Attraktionen geschätzt wurden; Nashörner, Giraffen oder gar ein Flusspferd blieben Raritäten und kamen in die Zoos.
Tierschauen bedurften in den Städten und Gemeinden einer kostenpflichtigen Auftrittsgenehmigung; zuweilen waren Abgaben an die örtlichen sozialen Einrichtungen, wie zum Beispiel die Armenkassen, zu leisten. Die Wandermenagerien hatten überdies bei der Wahl ihrer Auftrittsorte das Besucherpotential zu berücksichtigen; Messestädte oder Städte mit großen Jahrmärkten zählten zu den sogenannten „großen Stationen“. Neben den Wagenburgen nebst mitgeführten Zelten oder den temporär gezimmerten Buden auf den Marktplätzen waren angemietete feststehende Schaubuden, Gasthöfe und Hotels gelegentlich Spielorte für Tierschauen.
Den vergleichsweise hohen Einnahmen aus Tierverkäufen und Eintrittsgeldern standen erhebliche Investitionen in Ankauf, Haltung und Transport gegenüber. Reklame in Form von gedruckten Ankündigungszetteln, Plakaten und Broschüren mussten auf die Orte der Zurschaustellungen hin verfasst, gedruckt und vorab vertrieben werden. Die Kapitaleinbuße durch Tierverluste ließ sich durch den Verkauf der Kadaver an die Naturkundemuseen oft nur teilweise ausgleichen. Schwankende Preise und die nicht immer absehbare Nachfrage nebst den von den Gemeinden diktierten Eintrittspreisen machten überdies die Wandermenagerie zu einem Geschäft mit schwer kalkulierbarem Risiko. So verfügte zum Beispiel der erfolgreiche Menagerist Jacques Tourniaire um 1828 über hinreichend Kapital, um als einer der Geldgeber in den Bau eines Zirkusgebäudes in St. Petersburg investieren zu können, der jedoch nicht realisiert wurde. Madame Victoire Leclerf hingegen durfte im Jahr 1826 mit ihrem Elefanten Baba die Stadt Frankfurt am Main nicht verlassen, da „wegen einer Forderung an Frau Leclerf die Effecten derselben mit Beschlag belegt waren“.

## Wandernde Tiersammlungen
Die Anzahl von Wandermenagerien nahm seit Beginn des 19. Jahrhunderts beständig zu. Oft waren es kleine Schaustellergruppen mit einem bis maximal zwei Dutzend Tieren; einige wandernde Tierschauen gewannen indes in wenigen Jahren ein erhebliches Ausmaß von bis zu mehreren Hundert lebenden Ausstellungsstücken. Die Besitzer der großen Menagerien zogen junge Tiere auf und arbeiteten seit Mitte des Jahrhunderts nicht selten mit den Zoos bei deren Einrichtung zusammen oder machten selber ihre Tiersammlung in einer Stadt sesshaft. Einige Wandermenagerien führten die Manege ein und gründeten einen Zirkus.

### Italien und Frankreich

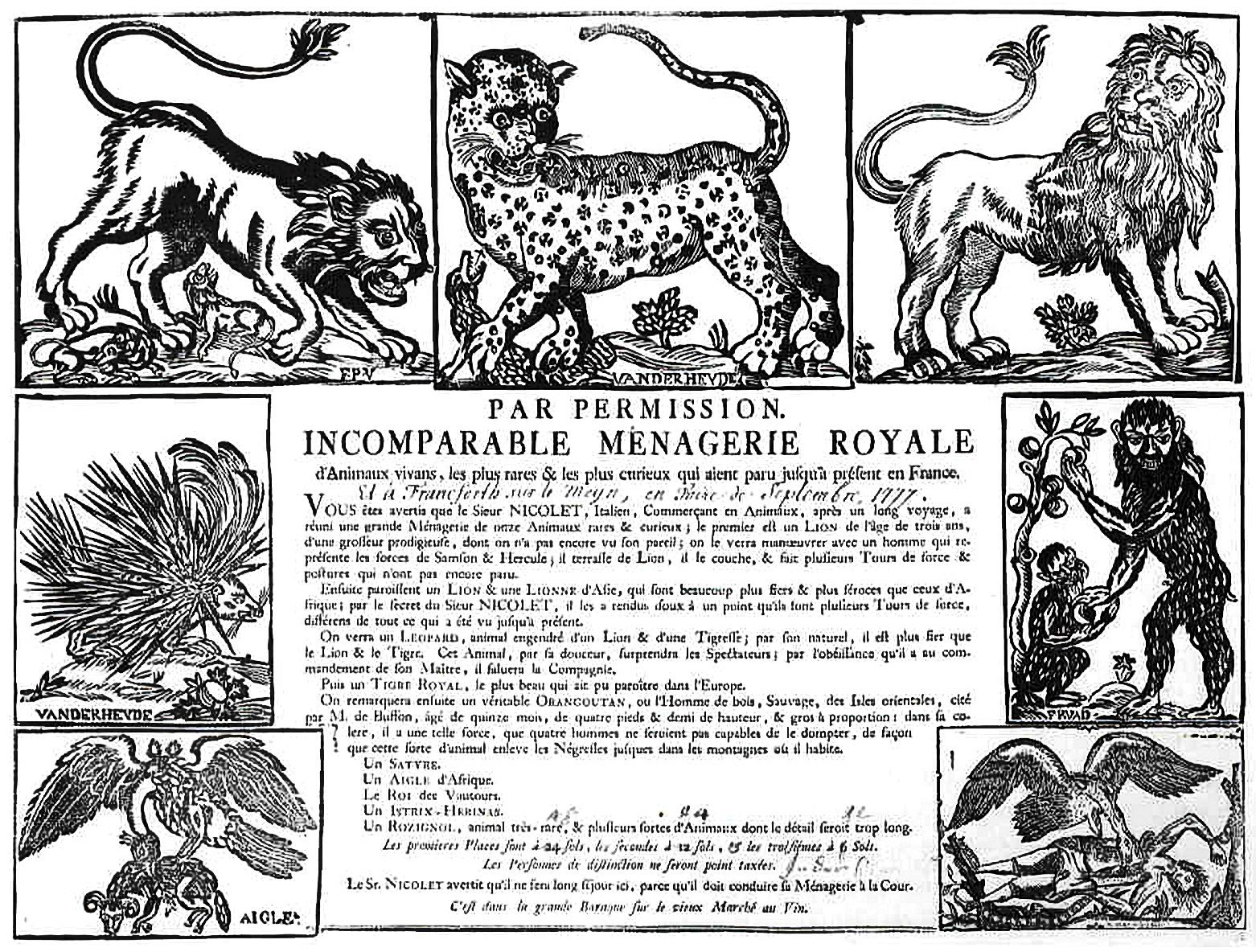
Anschlagzettel des Jean–Baptiste Nicolet, 1777, mit Vermerk eines Orangoutan; Historisches Museum Frankfurt.

Einige der bedeutenden Tierführer Italiens und Frankreichs in der zweiten Hälfte des 18. Jahrhunderts stammten aus Komödiantenfamilien und zeigten ihre Wildtiere oft zusammen mit anderen Kuriosa, wie zum Beispiel fremden Artefakten und Naturalien, Panoramen und exotischen Menschen. Der Komödiant Jean–Baptiste Nicolet, der in den 1770er Jahren mit elf Tieren durch Italien und Frankreich wanderte, nannte seine Tierschau 1776 eine Menagerie und führte damit diesen Begriff für die ambulanten Tiersammlungen ein. Auf einem Anschlagzettel Nicolets von 1777 – mit königlichem Privileg – ist ein „Orangoutan“ vermerkt. Antonio Alpi (auch Albi oder Alpy) zog 1784 mit mehreren Rentieren von Lappland nach Frankreich. 1798 ist sein Besitz einer Tierschau belegt, die er in London zusammengestellt hatte und zu der zwei Asiatische Elefanten gehörten; Alpi verkaufte diese Sammlung 1799 an die kaiserliche Menagerie in Wien. Um 1800 war er mit einer neuen Kollektion unterwegs in Norditalien, der Schweiz und im deutschsprachigen Raum; 1814 wurde er als Besitzer eines Panzernashorns genannt.

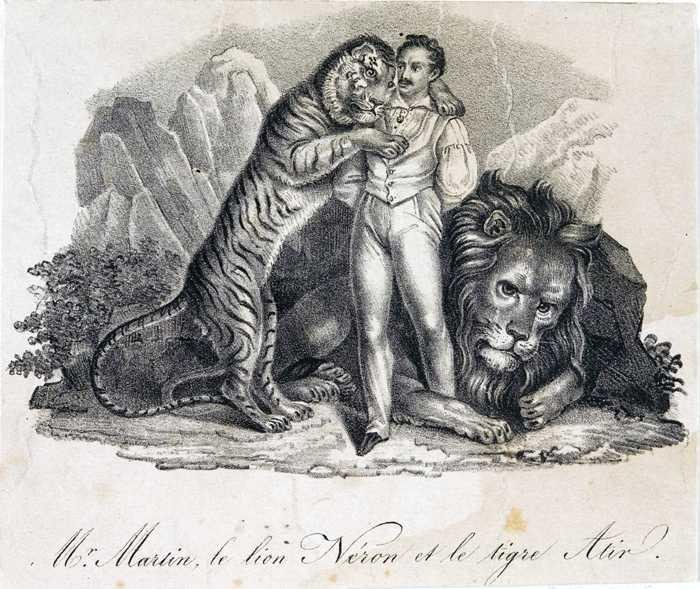
Henri Martin mit seinem Löwen Néron und mit Atir, dem Tiger; um 1820/1830

In Frankreich setzte sich beim Publikum die Manege durch und seit dem ausgehenden 18. Jahrhundert in Anlehnung an Philip Astley, der als Begründer des modernen Zirkus angesehen wird, insbesondere die ausgefeilte Pferdedressur; die Hohe Schule gehörte zum Zirkusprogramm und wurde zum Beispiel von Jacques Tourniaire erfolgreich bis nach Russland geführt. Astley hatte die Verbindung von Akrobatik und Pferdedressur in den 1770er Jahren in London erfunden; sie wurde von Antoine Franconi in seinem Cirque Olympique in Paris in den 1820er Jahren aufgegriffen. Populär waren die Pferdetheater mit ihren Spektakelstücken und nachgespielten Schlachtengemälden. Napoléon untersagte in seinem Theaterdekret von 1807, diese vor allem beim Publikum von Paris beliebten Boulevardvorführungen als „Theater“ zu betreiben.
Tierschauen, wie sie von den Wandermenagerien in Großbritannien und Deutschland gezeigt wurden, kultivierte Frankreich seit Beginn des 19. Jahrhunderts in den reisenden Unternehmen mit Tierbestand als dressierte Inszenierung. Die Dressurdarbietungen wurden ergänzt durch Pantomimen, Feerien und Clownerien und glichen eher mit Tieren besetzten Theateraufführungen. Die Vorführung von großen Raubtieren erfolgte in Frankreich vergleichsweise spät. Im Cirque Olympique in Paris trat 1831 in einer Pantomime mit dem Titel „Les lions de Mysore“ (Die Löwen von Mysore) der Franzose Henri Martin (1793–1882) mit seinen Löwen Charlotte und Coburg auf. Martin war berühmt geworden durch seine Raubtierdressuren, mit denen er zwischen 1823 und 1829 durch Europa gezogen war. Honoré de Balzacs Erzählung Une passion dans le désert, erschienen 1830 (dt.: Eine Leidenschaft in der Wüste, 1908), wurde von Martin inspiriert. Nachdem dieser sich 1837 aus dem Schaustellerleben zurückgezogen hatte, beriet er den 1838 gegründeten Zoo von Amsterdam und wurde 1857 ins Direktorium des Rotterdamer Zoos berufen.

### Großbritannien

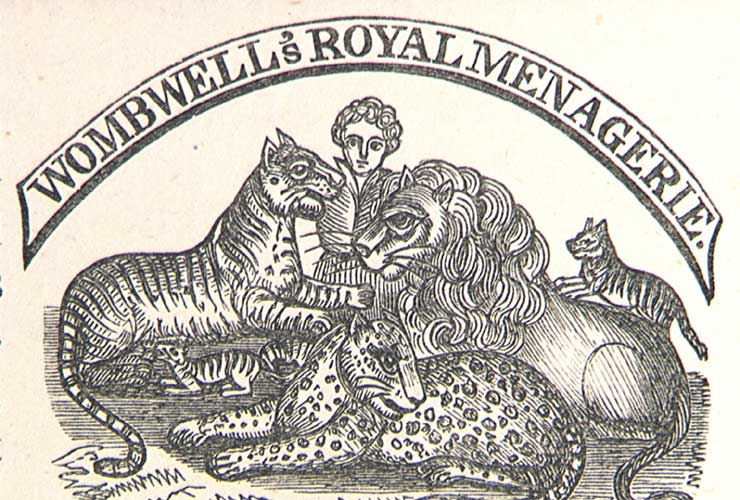
Anschlagzettel von Wombwell’s Menagerie, 19. Jahrhundert (Detail)

In der ersten Hälfte des 19. Jahrhunderts wurde Wombwell’s Travelling Menagerie zur erfolgreichsten wandernden Tierschau Großbritanniens. George Wombwell (1777–1850), seit 1804 in London ansässig als Schuhmacher, war mit zwei Boas, die er in den Docks erworben hatte, durch die Kneipen gezogen und hatte damit einiges Geld verdient. Er setzte im Hafen von London den Erwerb exotischer Tiere fort, die von den Schiffen aus aller Welt mitgebracht worden waren. 1810 gründete er eine Wandermenagerie. Bereits zehn Jahre später fuhr Wombwell seine Tiersammlung in 14 Wagen, gezogen von 60 Pferden, durch die Lande. Wombwell zeigte unter anderem Asiatische Elefanten, Kängurus, Leoparden, Löwen und Tiger sowie ein Nashorn. Die größte Besonderheit, ein junges Gorilla-Weibchen („Jenny“), das 1855/56 sieben Monate lang im Zirkus überlebte, wurde allerdings als Schimpansin verkannt – Jenny war der erste Gorilla, der Europa lebend erreicht hatte. Wombwell züchtete zudem selbst wilde Tiere und zog sie auf, darunter den ersten in Großbritannien in Gefangenschaft geborenen Löwen namens William. Wombwell erweiterte sein Unternehmen im Laufe der Jahre auf insgesamt drei Menagerien und wurde fünfmal an den königlichen Hof eingeladen, wo er seine Tiere Königin Victoria vorführte und Prinz Alberts Hunde kurierte. Wombwells Grabmonument auf dem Friedhof Highgate erhielt die Skulptur von Nero, seinem bevorzugten Löwen.
Zwischen 1856 und 1870 besaß der englische Zirkus Sanger von allen Wandermenagerien in Großbritannien die bedeutendste Sammlung exotischer Tiere. Das Unternehmen machte in dieser Zeit nach dem Vorbild von Astley und dem Cirque Olympique die Verbindung von Tierschau und Akrobatik populär.

### Niederlande und deutschsprachiger Raum

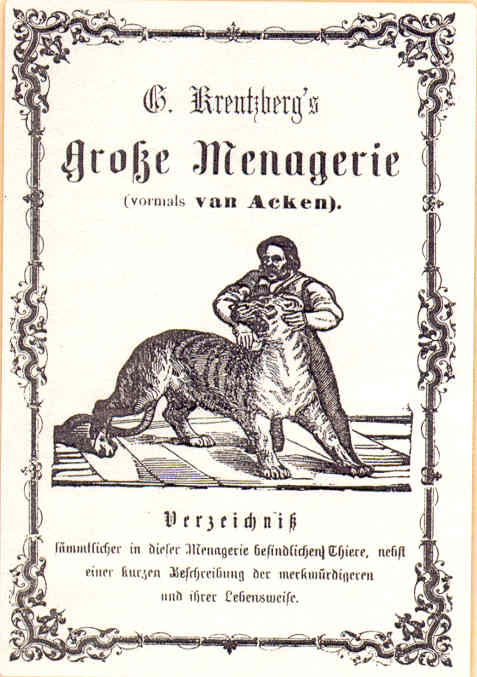
Kreutzberg–Broschüre, 1835/56?

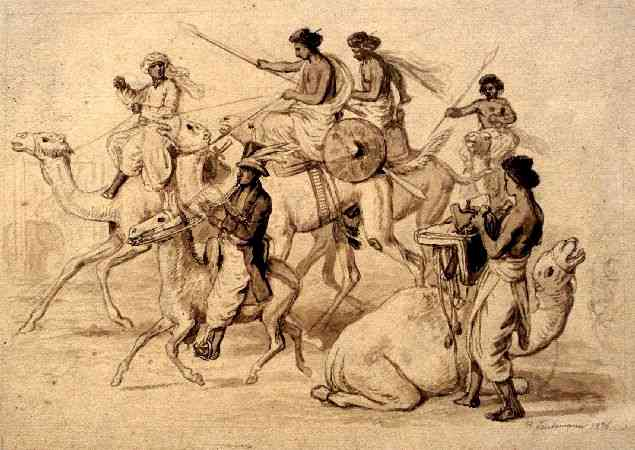
Heinrich Leutemann: Aus Hagenbecks Tierschau. Tuschezeichnung, 1876; 21 × 30 cm; Privatbesitz

Die nicht nur in den Niederlanden, sondern auch in Deutschland und Österreich bekanntesten wandernden Tierschauen im 19. Jahrhundert gehörten der Familie van Aken (auch: van Acken oder van Aaken). Die Schauunternehmen waren aus einer Handelsmenagerie in Rotterdam, gegründet 1791 von Anthonys van Aken, hervorgegangen. Van Akens vier Söhne und die Tochter stiegen ins Tiergeschäft ein und zeigten mit zum Teil konkurrierenden eigenen Unternehmen ab 1815 im deutschsprachigen Raum und später europaweit ihre exotischen Geschöpfe, wobei die Geschwister sich bei der Wahl ihrer Reiserouten den Kontinent gewinnbringend aufzuteilen verstanden.
In den Jahren 1837 und 1849 erwarb der Tierbändiger Gottlieb Christian Kreutzberg die Tierbestände der beiden älteren Brüder Anton und Wilhelm van Aken und gründete damit eine eigene, erfolgreiche wandernde Tierschau. Nach den überlieferten Zeitungsannoncen und Ankündigungen trat die Menagerie Kreutzberg seit Mitte der 1830er Jahre über gut drei Jahrzehnte lang vielerorts auf Jahrmärkten und bei Volksfesten auf. Ab Ende der 1850er Jahre zogen auch zwei der Söhne Gottlieb Kreutzbergs mit eigenen Tierschauen durch die Lande. Eine erstmals wohl 1835 und später in den 1850er Jahren nochmals herausgegebene Broschüre der Menagerie G. Kreutzberg nennt einen Bestand von über 50 Tierarten, darunter auch einen Berberlöwen, eine heute als in freier Wildbahn ausgestorben geführte Unterart der Löwen. Die Broschüre vermerkt dressierte Löwen und Hyänen und als besondere Attraktion die indische Elefantenkuh Miss Baba.
Gottfried Claes Carl Hagenbeck (1810–1887), Fischhändler in Hamburg, hatte 1848 auf dem Fischmarkt in St. Pauli sechs Seehunde vorgeführt, die den ihn beliefernden Fischern ins Netz gegangen waren. Die Seehundschau brachte ihm nicht nur Geld ein, sondern auch einen umgehenden Auftritt der bis dahin kaum an Land gesehenen Tiere in Berlin, wo er sie verkaufte und mit dem Erlös aus den Veranstaltungen einen Tierhandel aufbaute. 1866 übernahm sein Sohn Carl (1844–1913) den Handel und erweiterte ihn über ganz Deutschland und später nach Übersee in die USA. Carl Hagenbeck jun. verfügte über eigene Tierlieferanten in aller Welt und erweiterte die Tierschauen zu sogenannten Völkerschauen, bei denen er ebenso Menschen auftreten ließ, die er aus der Heimat seiner Tiere hatte kommen lassen. Nach dem Tod seines Vaters 1887 gründete er einen Zirkus. Im Jahr 1907 realisierte Hagenbeck mit Hagenbeck’s Tierpark in Hamburg den ersten Zoo der Welt ohne Gitter, in dem die Tiere in einer künstlich angelegten Landschaft frei herumlaufen durften. Eine Besonderheit war das künstliche Bergmassiv, das die Illusion einer natürlichen Fauna hervorrufen sollte. Noch heute zählt der Tierpark Hagenbeck zu den weltweit bekannten Zoos.

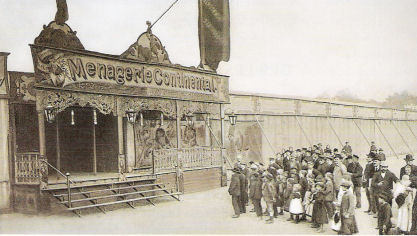
Menagerie Continental des Karl Krone, 1884

Karl Krone, geboren am 19. September 1833 in Questenberg im Harz, entwickelte durch die in der Harzstadt gastierende Menagerie des Alexander Philadelphia ein Interesse an den Tierschauen. Er heiratete eine der Töchter Philadelphias, Frederike; das Paar bekam eine Tochter und zwei Söhne. Im Jahr 1870, in dem sein Sohn Carl geboren wurde, gründete Krone zusammen mit seiner Frau die Menagerie Continental, die er in den folgenden Jahren zur zunehmenden Beachtung durch das Publikum führen konnte, insbesondere durch Schaunummern, die auf der Gelehrigkeit der Wildtiere basierten. Nachdem Sohn Fritz, den Krone als seinen Nachfolger vorgesehen hatte und der die Bären dressierte, bei einem Unfall mit einem seiner Tiere ums Leben gekommen war, trat Carl in das Unternehmen des Vaters ein. Carl Krone jun. legte besonderen Wert auf die Tierdressuren, für die ein eigener, der Tierbude der Menagerie Continental angeschlossener Zeltanbau errichtet wurde. Im Jahr 1893 zeigte er dort als Dompteur Charles zum ersten Mal in der Geschichte der Tierdressur den sensationellen Ritt eines Löwen auf einem Pferd. Als der Vater Karl Krone 1900 bei einem Gastspiel in Frankfurt (Oder) starb, wurde Carl Chef der unterdessen unter dem Namen Menagerie Circus des Dompteur Charles erfolgreichen Wandertruppe. 1905 gründete er daraus den Circus Krone, ein bis heute existierendes, bekanntes Zirkusunternehmen, seit 1919 mit einem festen Sitz in München.

### Vereinigte Staaten

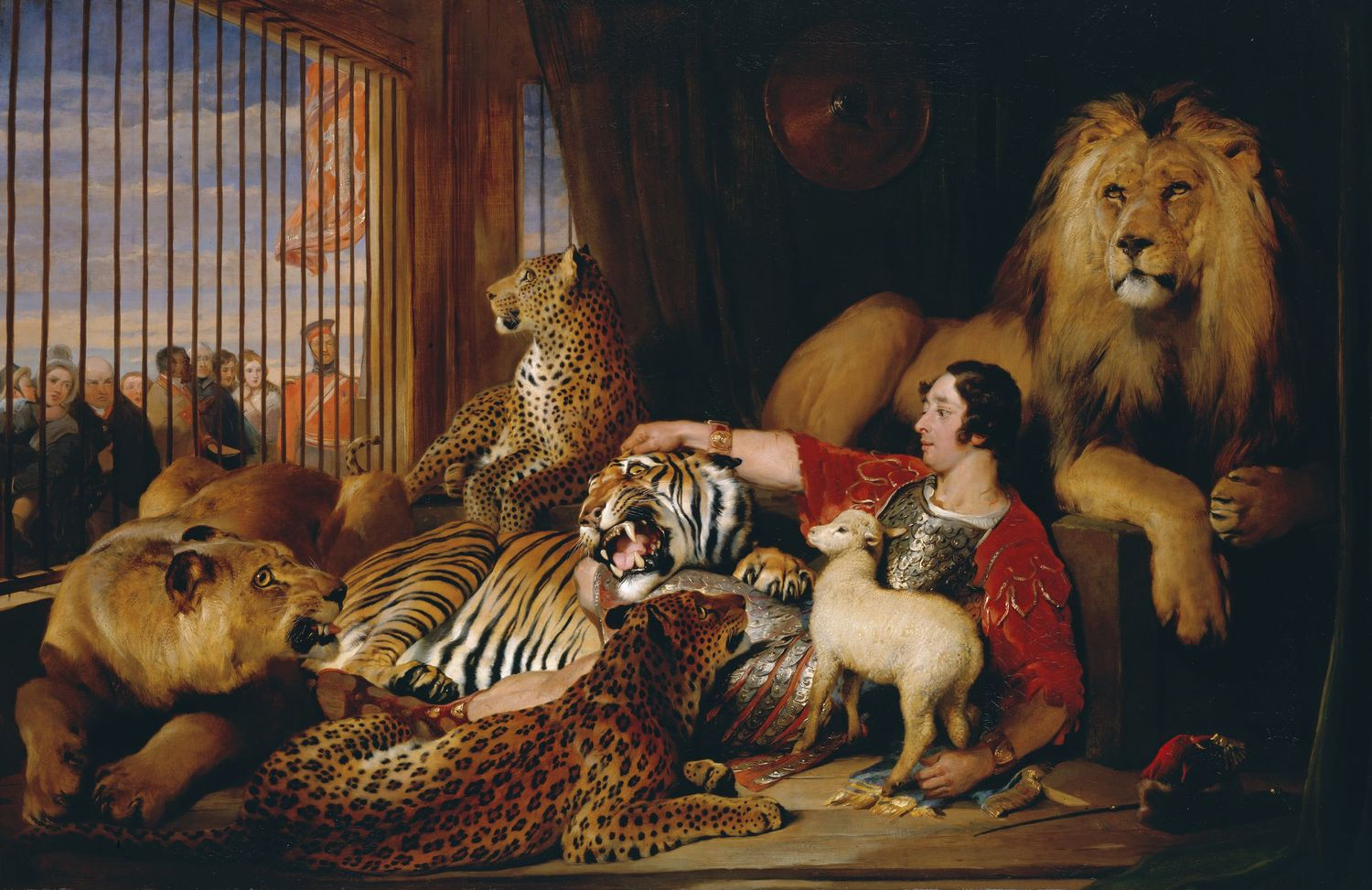
Edwin Henry Landseer: Isaac van Amburgh and his Animals, 1839; 113×175 cm; Royal Collection, London

Tierschauen in den USA unterschieden sich von den europäischen in ihren weit größeren Proportionen der Tierbestände. Nach britischem Vorbild verbanden sie die Tierpräsentationen mit Zirkusattraktionen und ergänzten sie durch die Kuriositätenschau.
Der Amerikaner Isaac van Amburgh (1811–1865), ein reisender Tierhändler aus Fishkill im Staate New York, debütierte 1833 in New York City als Löwenbändiger und trat anlässlich einer Tournee in England 1839 vor Queen Victoria auf. Edwin Henry Landseer (1802–1873), bevorzugter Tier- und Hofmaler der Queen und ihres Prinzgemahls, inszenierte ihn in einem Gemälde inmitten seiner Raubkatzen mit einem Lamm vor der Brust. Die zwanzigjährige Victoria besuchte mehrmals Van Amburghs Vorstellung im Drury Lane Theatre und kaufte Landseers Bild. Isaac van Amburgh starb 1865 in Philadelphia an einem Herzinfarkt und hinterließ Legenden für die Lesebücher.

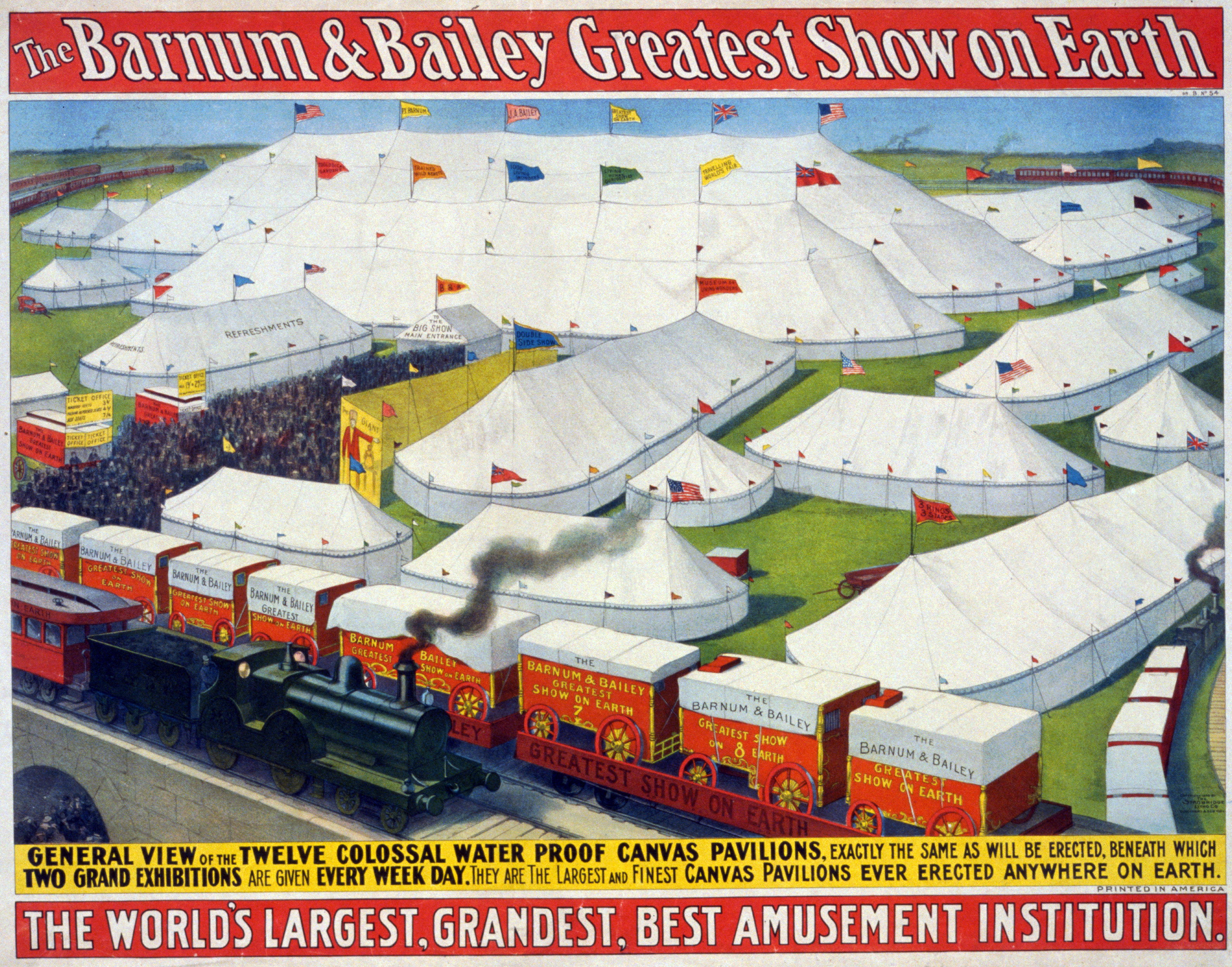
Barnum and Bailey: The Greatest Show on Earth, Plakat; o. J.

Das größte Unternehmen in der zweiten Hälfte des 19. Jahrhunderts war die Wanderschau des P. T. Barnum (1810–1891). Barnum unterhielt ein Kuriositätenmuseum und bot ab den 1870er Jahren landauf landab in P.T. Barnum’s Great Traveling Museum, Menagerie, Caravan, and Hippodrome spektakuläre Tiere und kuriose Menschen gegen hohes Entgelt zur Betrachtung feil. So zeigte er zum Beispiel den riesigen Elefanten Jumbo und ließ Albinos und Siamesische Zwillinge in eigenen Shows auftreten. 1885 fusionierte Barnum mit dem Zirkus des James Anthony Bailey zu Barnum and Bailey: The Greatest Show on Earth, dem größten Wanderunternehmen seiner Zeit, das Aktien herausgab und den Betrieb der Tier- und Kuriositätenschau zu einem wandernden Unterhaltungspark ausbaute. Als das später als Barnum & Bailey Circus firmierende Unternehmen zwischen 1897 und 1902 auf eine Europatournee ging, hatte es mehr als 500 Pferde, über 20 Elefanten nebst Nashörnern, Nilpferden, Giraffen und Gorillas in den firmeneigenen Eisenbahnwaggons und konnte damit Tierarten vorweisen, die zum Teil die Zoos nicht besaßen.

## Ausklang im 20. Jahrhundert

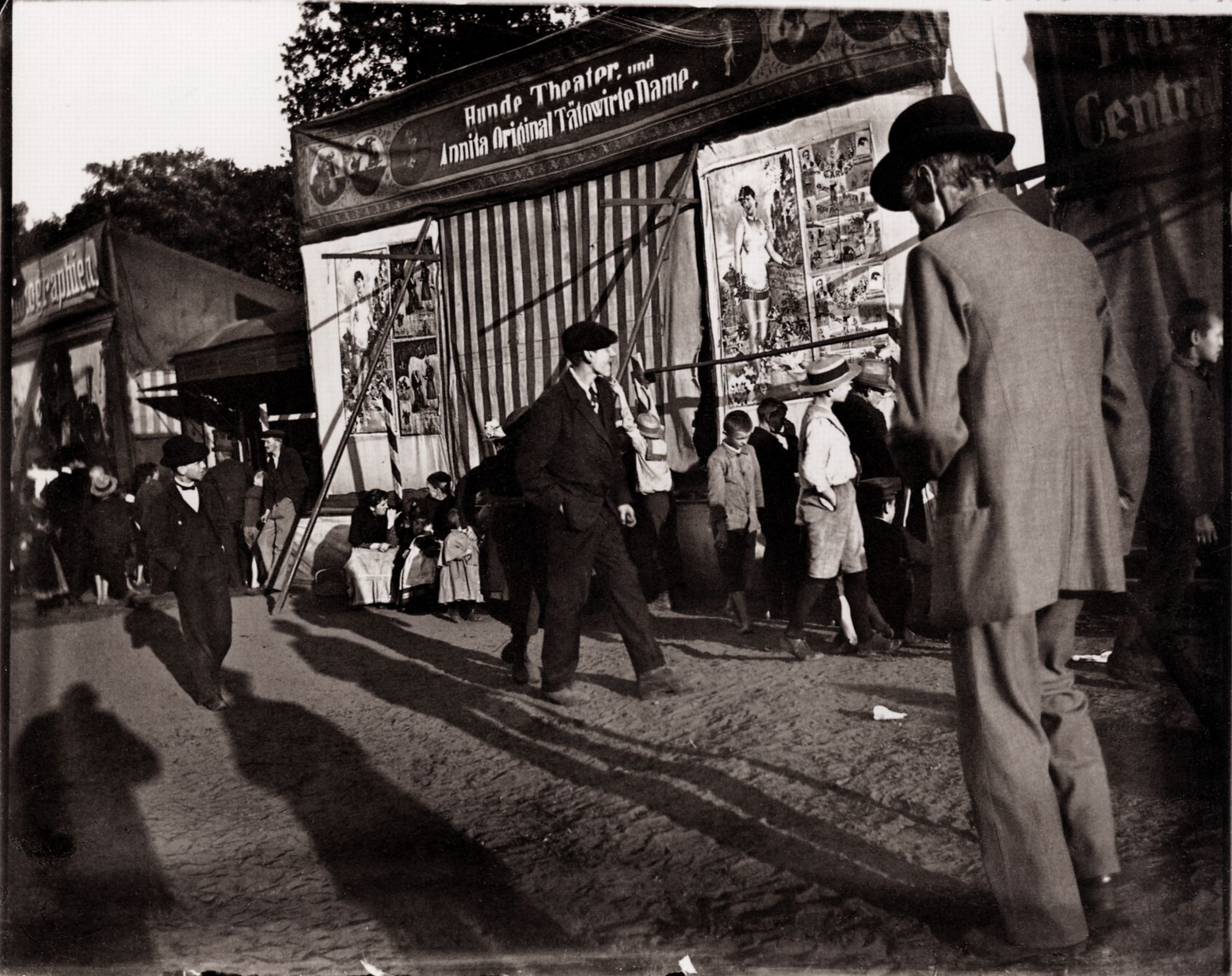
Auf dem Rummel: Vor dem Hundetheater. Fotografie von Heinrich Zille

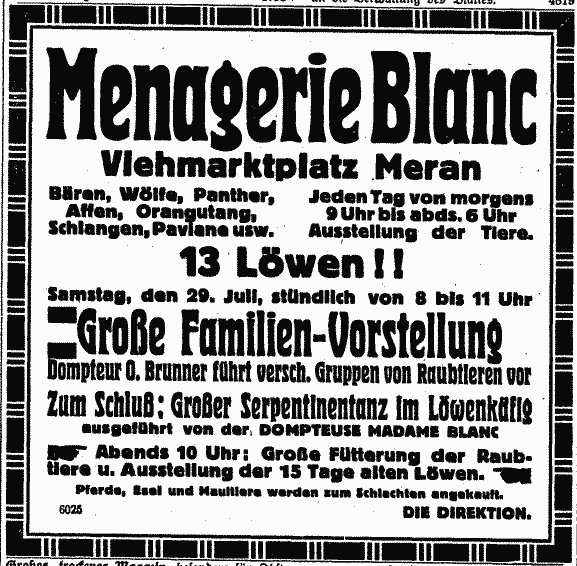
Werbeschaltung der Südtiroler Landeszeitung für die in Meran weilende Menagerie Blanc, Sommer 1922

Zu Beginn des 20. Jahrhunderts waren die wandernden Tierschauen mit ihren zum Teil außerordentlichen Dimensionen gegenüber den sich zügig entwickelnden technischen und sportlichen Unterhaltungsmaschinerien, wie Kintopp oder Sechstagerennen, durchweg gezwungen, sich in Zirkusbetriebe oder Zoologische Gärten zu integrieren. Die weiterhin unabhängig durch die Lande ziehenden Tierschauen kehrten zurück zu den bescheideneren Maßen ihrer Anfangszeit zu Beginn des 19. Jahrhunderts. Im Gegensatz zu den zum Teil zu Wohlstand und Ansehen gelangten Menageristen des 19. Jahrhunderts befanden sich die Betreiber von Wandermenagerien nunmehr, ähnlich wie ihre jahrhundertealten Gaukler-Vorfahren, als fahrendes Gewerbe in der Rolle sozialer Außenseiter. Sie bestückten vor dem Ersten Weltkrieg bis in die 1920er Jahre den Rummel mit kostümierten Äffchen und denkenden Pferden; der Flohzirkus erfreute sich einiger Beliebtheit. Es gab Hunde- und Affentheater, in denen die Tiere in kleinen Szenerien bewegt wurden; die Ratten- und Mäusetheater waren etwas seltener.
Gleichwohl waren zu dieser Zeit noch Wandermenagerien mit Großraubtieren unterwegs. In Österreich entkamen 1913 wahrscheinlich Raubtiere aus einer Wandermenagerie, die journalistischen Recherchen zufolge im Raum Graz Station gemacht hatte und zu deren Tierbestand Löwen und Wölfe gehört hatten. In den nahe gelegenen Lavanttaler Alpen wurden in diesem Jahr Hunderte Weidetiere des Almviehs, auch mehrjährige Stiere, und wild lebende Huftiere von Raubtieren getötet; Großkatzen und (damals in Österreich als Wildtiere ausgerottete) Wölfe wurden im Angriffsgebiet beobachtet, ein Wolf wurde dort 1914 erschossen.
Das deutsche Tierschutzgesetz von 1933 verbot das Umherziehen mit wilden Tieren im Deutschen Reich. In den USA hielten sich kleinere Unternehmen in der Zeit nach dem Zweiten Weltkrieg noch bis in die 1960er Jahre als Attraktion in den Vergnügungsparks und in den sogenannten Sideshows. In der Bundesrepublik Deutschland wurden gelegentlich auf Schützenfesten auftretende Betreiber von Tier- und Dressurvorführungen von den Verwaltungen zunehmend an die Ränder der Städte und Gemeinden verbannt. Die bis Ende der 1950er Jahre in den Einkaufsstraßen mit Lamas oder Eseln auftauchenden Tiervorführer, die für ihre meist entfernt liegenden Veranstaltungen warben, verschwanden in den 1960er Jahren aus dem Bild der modernen Innenstädte. Der Schweizer Circus Knie geht heute mit einer Tierschau aus den Beständen von Knies Kinderzoo auf Tournee. Weitere verschiedentlich auftretende Wanderzoos stellen entweder eine nostalgische Mischung zwischen Wandermenagerie und Zoo dar, wie z. B. verschiedene Insekten- und Reptilienschauen, oder erweisen sich als ephemere Veranstaltungen mit Tieren zum Anfassen.

## Wandermenagerie in Kunst und Dichtung

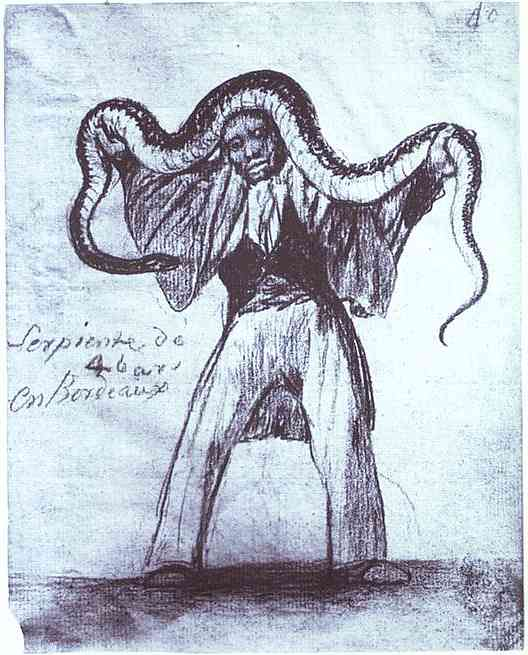
Francisco de Goya: Kreidezeichnung, 1824/28

Die Tiermalerei nahm im 19. Jahrhundert einen Aufschwung, nicht zuletzt bedingt durch den Massenbuchdruck ab 1840 und die Möglichkeiten, lithographische Farbtafeln einzubinden, sowie durch die verstärkt einsetzende Produktion von Kinderbüchern. Die öffentlichen Zoos förderten die Faszination an wilden Tieren bei den Malern. Die zur alltäglichen Unterhaltung aufgesuchten Wandermenagerien schafften diesem Sujet in der Bildkunst ein zunehmendes Publikum, das die Formen der Tierschauen zudem in Scherzblättern vorfinden konnte. Tiere waren seit dem Mittelalter ein stets bevorzugtes Motiv in der Dichtung, die wandernden Tierbuden fanden in der Romantik ihren Eingang in die literarischen Werke. Eine zusammenfassende Bibliographie zur Tierschaustellerei in der schönen Literatur liegt bislang nicht vor.

### Kunst

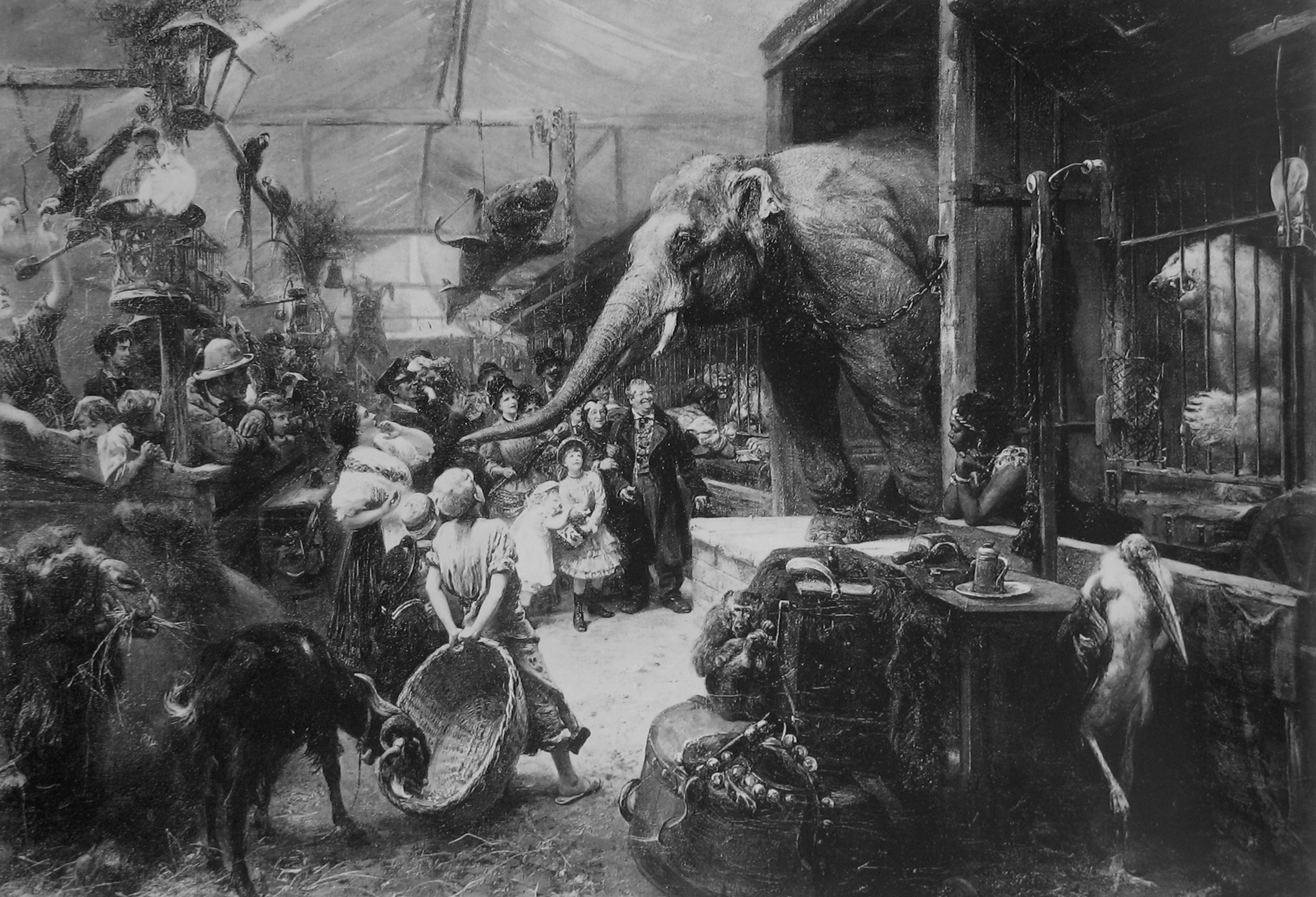
Paul Meyerheim: Tierbude. Fotogravur des Ölgemäldes von 1885, ehemals Nationalgalerie Berlin, zerstört

Zu den Künstlern, die sich den Wandermenagerien widmeten, zählte Heinrich Leutemann (1824–1905), ein Tierzeichner und Illustrator von Kinderbüchern, der überdies für Zeitschriften und Magazine tätig war. Durch die Bekanntschaft mit Carl Hagenbeck bekam Leutemann die Gelegenheit, dessen Tierschauen ebenso wie den exotischen Bestand der Hagenbeck’schen Tiersammlung in zahlreichen Zeichnungen und Aquarellen festzuhalten. Die Ankunft der seltenen Tiere in Hamburg bildeten ebenso ein Sujet wie die Darstellungen von Genreszenen, wie zum Beispiel die Vorbereitung von Tieren auf eine Schau. Die Originale der von Leutemann für den Druck produzierten Zeichnungen wurden für Kunstsammler zu begehrten Objekten.
Paul Friedrich Meyerheim (1842–1915), dessen Werkkatalog 63 Gemälde aufweist, die als Sujet exotische Tiere in Zoo und Tierbude zeigen, war einer der bevorzugten Berliner Tiermaler. Meyerheim legte in seinen Menageriegemälden nicht nur außerordentlichen Wert auf die Details in der Tierbude, sondern entwarf auch ein künstlerisches Bild der Veranstaltungen, das den Betrachter in die Atmosphäre der Bude hineinzuziehen versuchte. Anders als noch in den Darstellungen eines Pietro Longhi oder Johann Geyer, die sich auf das Wesentliche der Tierschauen konzentrierten, gibt Meyerheim in besonderer Weise der Schaulust einen künstlerischen Ausdruck. Die bis zu den Bildrändern mit Einzelheiten vollgestopfte Komposition fordert den Betrachter auf, sich ins Bild zu begeben und sich als faszinierter Teilnehmer zu fühlen. Meyerheims Menageriedarstellungen waren begehrt, er fertigte sie teilweise nach Auftrag an. Seine Menageriegemälde wurden durch Reproduktionen im Druck nachhaltig verbreitet.

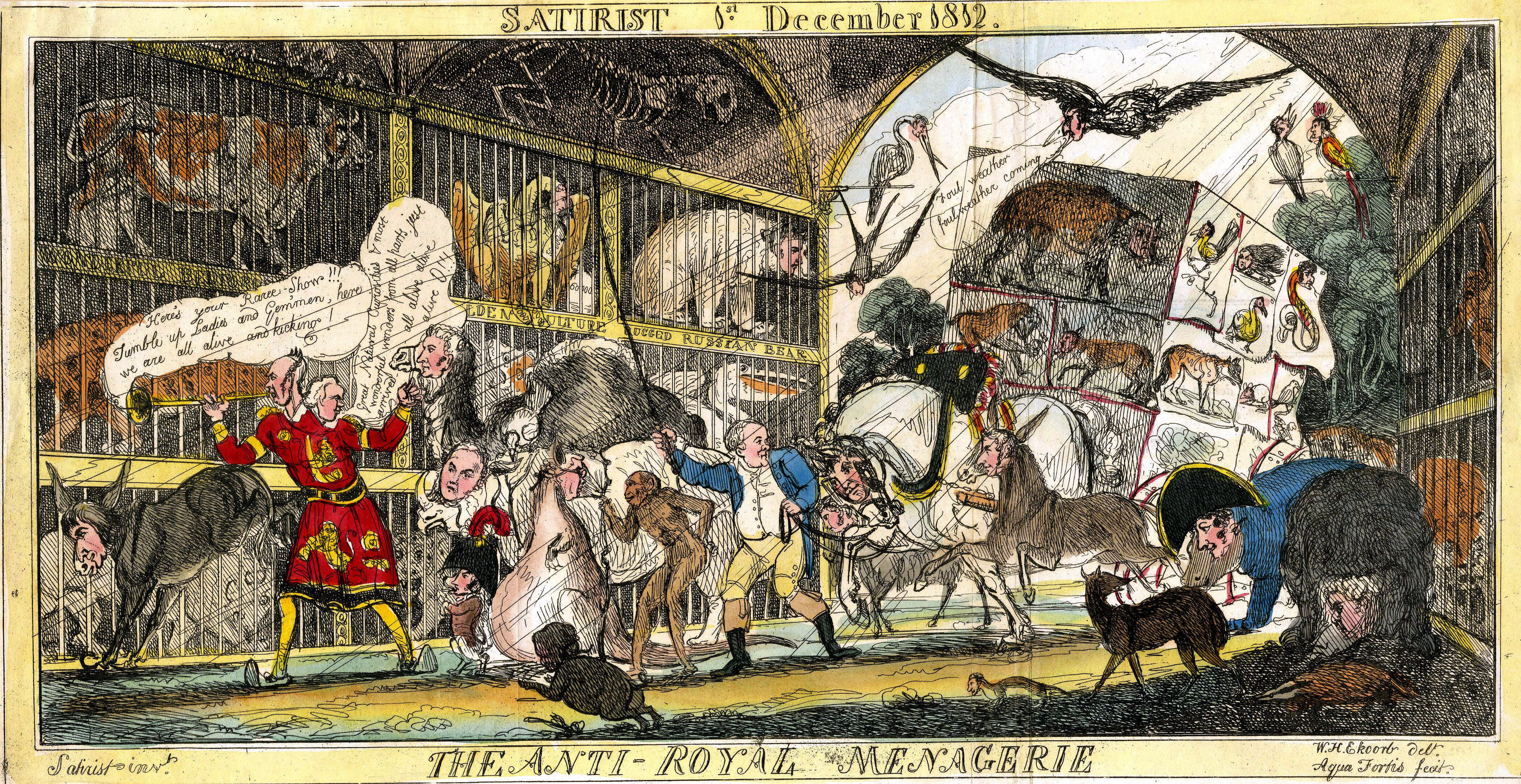
The anti-royal menagerie. Englisches Satireblatt, 1812; British Museum, London

Wandermenagerien waren im 19. Jahrhundert überdies ein beliebtes Bildsujet für die Satire. Insbesondere in England wurde das typische Ambiente der Tierbuden und Tierschauen wiederholt zum Anlass genommen, Persönlichkeiten des Hofes wie der Politik zu verspotten. Napoleon wird gelegentlich im Käfig durch die gaffende Menge gekarrt oder die exotischen Tiere erhalten die Gesichter vertrauter Zeitgenossen des öffentlichen Lebens. Auch die Menageristen selbst gerieten gelegentlich ins Visier der Satiriker, wobei vor allem ihre marktschreierischen Ankündigungen und ihre Aufmachung zum Gespött gemacht wurden. Ein Scherzblatt von 1839 nimmt die Wandermenagerie Anton van Akens aufs Korn. Mit den typischen Bildaccessoires der Tierschau versehen, wird ein „Herr von Aalen“ als „Schreimann“ in „Kanonen und Lederhosen mit ellenlangen Sporen zu Fuße“ präsentiert.

### Dichtung
Johann Wolfgang von Goethe verdeutlichte in der Erzählung Novelle, erschienen 1828, das Treiben einer Tierbude als einen Ort, der auf dem Plakat draußen mehr verspricht als drinnen gezeigt wird. Ein Feuer bricht aus auf dem Jahrmarkt und bewirkt, dass der Tiger ausbricht und der Fürstin beim Ausritt begegnet, die sich von der Raubkatze bedroht fühlt. Der Tiger wird von ihrem Begleiter erschossen, und die Schaustellerfamilie bejammert den Tod ihres zahmen und harmlosen Tiers. Das Kind der Schausteller vermag den ebenfalls entlaufenen Löwen mit Gesang und Flötenspiel aus seinem Versteck zu locken und zieht ihm zu guter Letzt einen Dorn aus der Tatze. Im Gespräch mit seinem Sekretär Eckermann über den Titel der Erzählung befand Goethe am 29. Januar 1827, dass eine Novelle eine „sich ereignete, unerhörte Begebenheit“ sei und lieferte damit eine bis heute gültige Definition der Novelle als literarischer Gattung.

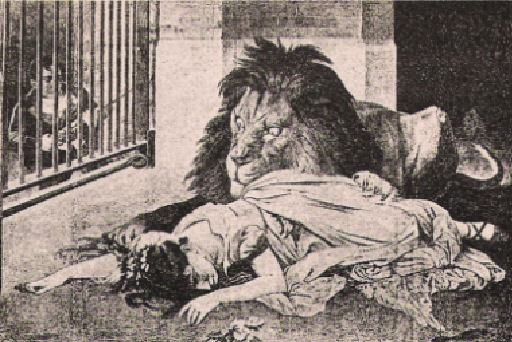
Die Löwenbraut, Illustration des Gedichts von Chamisso (um 1890)

In einem Gedicht mit dem Titel Die Löwenbraut, entstanden 1827, verarbeitete Adelbert von Chamisso das romantische Motiv von der Schönen mit dem Biest (la belle et la bête) als tragische Variante um den Tod einer Tierwärtertochter. Eine junge Braut, von klein auf mit einem gleichaltrigen Löwen aufgewachsen, verabschiedet sich vor ihrer Hochzeit von dem Tier in seinem Käfig. Als der Bräutigam auftaucht, versperrt der Löwe den Ausgang und tötet das Mädchen, als es dem Käfig zu entkommen versucht; der Bräutigam erschießt den Löwen. Robert Schumann vertonte Chamissos Löwenbraut (op. 31) im Jahr 1840 als eines von insgesamt 138 Liedern und verhalf ihr damit zu anhaltender Popularität.
In den 1828 erschienenen Memoiren des Eugène François Vidocq (1775–1857), eines Kriminellen und Kriminalisten, schildert der Ich-Erzähler, wie er als missratener Sohn nach dem misslungenen Versuch, nach Amerika auszuwandern, in einer Tierbude Anstellung findet, wo es ihm indes auf die Dauer auch nicht recht gefallen mag. Der „Direktor“, so der Ich-Erzähler, sei „der seinerzeit so berühmte Cotte-Comus“ gewesen, der „mit dem Naturforscher Garnier, einem berühmten Tierdresseur“, Geschäfte gemacht habe. Die vorgeblichen Lebenserinnerungen wurden von einem anonymen Autor verfasst und mehrfach als Landstreicherleben auch ins Deutsche übersetzt.
Der 1890/91 zunächst in einer Zeitschrift in Fortsetzungen erschienene Abenteuerroman Der Schatz im Silbersee von Karl May (1842–1912) beginnt an Bord eines Raddampfers auf dem Arkansas, auf dem ein Tierschausteller einen schwarzen Panther transportiert. Bei der für die mitreisenden Passagiere arrangierten Vorführung einer Fütterung wird der Menagerist von dem Tier getötet, das sich anschließend aus seinem Käfig befreit und eine Dame mit ihrem Töchterchen bedroht. Ein Indianer rettet das Mädchen, indem er mit ihm ins Wasser springt. Die Rückkehr des edlen Wilden an Bord mit dem Kind wird „mit brausendem Jubel begrüßt“. Der Panther, ebenfalls über Bord gesprungen, verendet im Fluss.

## Rezeption
Das exotische Tier als Zeichen fürstlicher Souveränität wurde am Ende des Barockzeitalters unpopulär. Es wechselte seine Funktion und diente fortan mehr zur öffentlichen Definition eines Fremden oder Unnormalen, das aber nicht wirklich gefährlich werden konnte. Dazu musste sich der Teufels- und Geisterglaube auch in den untersten Gesellschaftsschichten gelegt und das Vertrauen in eine rationale Weltordnung verbreitet haben, wie es seit dem 17. Jahrhundert zunehmend der Fall war. Noch im 18. Jahrhundert wurden Tierbändiger allerdings gelegentlich der Hexerei verdächtigt, so zum Beispiel anlässlich einer Darstellung des Faust mit dressierten Tieren 1721.
Der Philosoph Michel Foucault charakterisierte die Menagerie mit der These „die Bestialität lag nicht im Tier, sondern in seiner Domestizierung“. Es handle sich um ein Ausschlussprinzip für Unnormales seit dem Absolutismus, das für Menschen ebenso wie für Tiere gegolten habe. So verglich er Irrenhäuser und Kliniken wie das Hôpital Salpêtrière mit Tiermenagerien: „Man lässt die Wärter die Irren ausstellen, wie der Dompteur auf dem Jahrmarkt von Saint–Germain die Affen zeigt.“

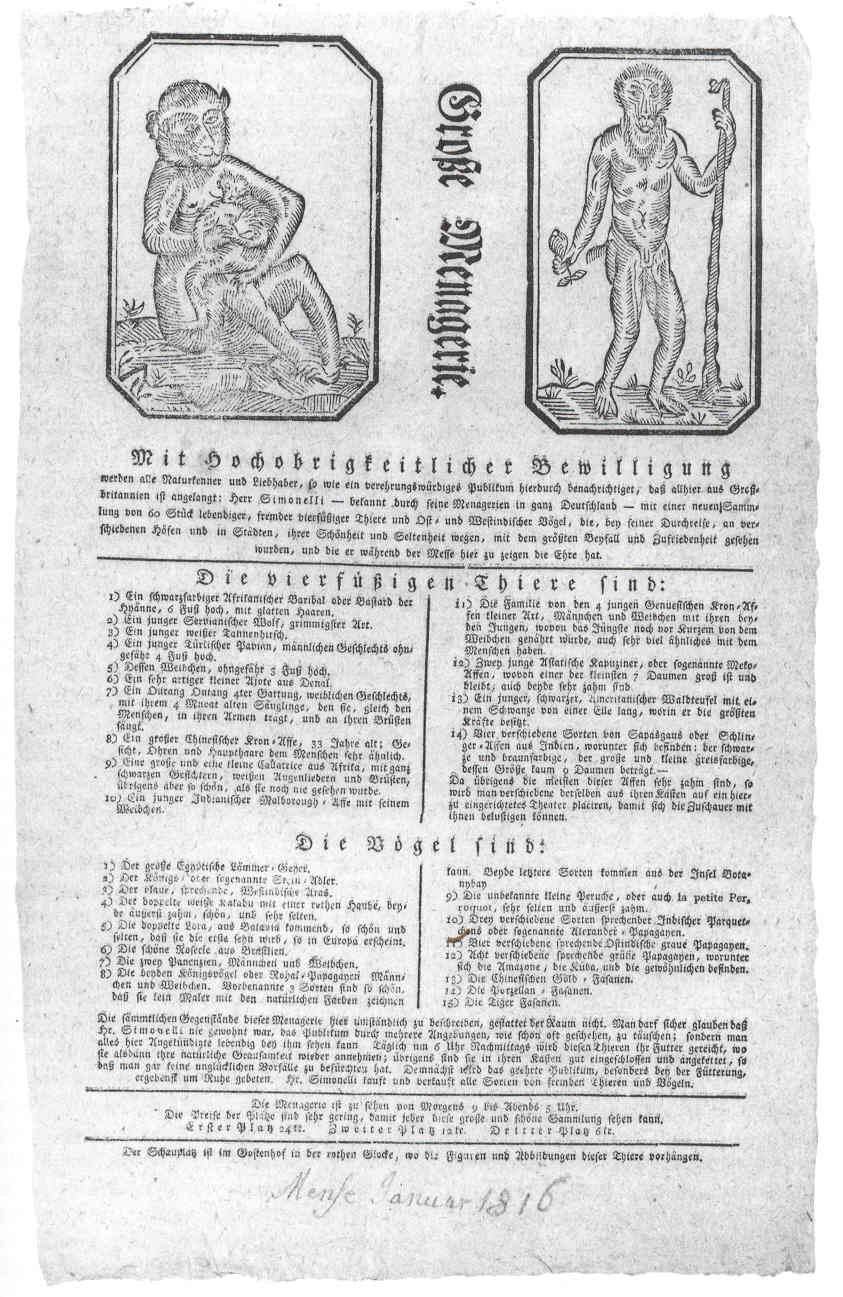
Anschlagzettel der Menagerie Joseph Simonelli, 1816; Stadtbibliothek Nürnberg. Der Mandrill wird als „türkischer Pavian“ bezeichnet und als „wilder Mann“ dargestellt. Die Berberäffin säugt ihr Jungtier so, wie eine Mutter ihr Kind stillt.

### Aufgeklärte Wahrnehmung
Seit Ende des 17. Jahrhunderts betrachteten die Gelehrten die exotischen Tiere als Naturobjekte; tradierten Auffassungen von Wundertieren und Phantasiewesen, über deren Existenz seit dem Mittelalter geschrieben worden war, galt es durch eigene Anschauung entgegenzutreten. Die Verbreitung dieses Denkansatzes prägte die Wahrnehmung der Tierschauen im ausgehenden 18. Jahrhundert; die wandernden Menagerien der späten Aufklärung erwarben sich in der Popularisierung erfahrbaren Wissens über die Natur durchaus Verdienste. Für das Laienpublikum waren die Tierschauen Anlass zum Staunen, und für die Künstler waren sie Inspiration zur Verarbeitung der exotischen Sujets aus den Buden. Die Naturforscher, zunehmend an der systematischen Erfassung der Tierwelt interessiert, hatten sich vorwiegend der Naturalienkabinette bedient. Buffon und Linné nahmen Tiere in ihre Naturgeschichten auf, die sie bei Tierschauen gesehen hatten.
Im ersten Drittel des 19. Jahrhunderts meldeten die Zoologen ihre Kritik an den Präsentationen der wandernden Tiersammlungen an. So wurden die oft frei erfundenen Bezeichnungen für die Tiere ebenso bemängelt wie die falschen und effekthascherischen Erläuterungen der Schausteller. Des Weiteren wurden die auf den Anschlagzetteln vermerkten Übertreibungen verurteilt, wie sie zum Beispiel der Menagerist Hermann van Aken 1828 verbreiten ließ in der Behauptung, dass Schlangen einen Büffel umschlingen könnten. Sir Stamford Raffles befand 1825, die Wildtiere sollten nicht mehr Gegenstand vulgärer Zurschaustellung sein; er beförderte die Gründung des Londoner Zoos. Die kommerziell erfolgreichen Menagerien der zweiten Hälfte des 19. Jahrhunderts spielten für die Zoologie keine Rolle; die zoologischen Gärten galten als Orte seriöser Tierbetrachtung. Die Formen der Tierhaltung in den umherziehenden Sammlungen stießen ebenfalls früh auf Kritik; 1830 wurden angesichts britischer Wandermenagerien das Elend der Käfighaltung und die Unwissenheit der Wärter konstatiert.

### Moderne Wissenschaft
Die Tierschauen fanden in der Wissenschaft des ausgehenden 20. Jahrhunderts vor allem im Zusammenhang von Untersuchungen zur Zoo- und Zirkusgeschichte Beachtung, da die Verbindungen und Übergänge sich gleichzeitig und fließend vollzogen. In Einzeluntersuchungen, wie zum Beispiel zur Tiermalerei des 19. Jahrhunderts, finden sich gelegentlich ebenfalls Darstellungen der ambulanten Menagerien. Eine Untersuchung der Menageriegemälde Paul Meyerheims, erschienen 1995, deutet die Qual der in den Tierbuden hinter Gittern gehaltenen großen Wildtiere an; der von dem Maler in einem authentisch angelegten Bild von 1895 intendierte Ausdruck von Wildheit eines sich in die Gitterstäbe verbeißenden Eisbären wird als „Wahnsinn“ des verhaltensgestörten Geschöpfs erkannt.
Seit 1999 liegt in der Arbeit von Annelore Rieke-Müller und Lothar Dittrich, Unterwegs mit wilden Tieren. Wandermenagerien zwischen Belehrung und Kommerz 1750–1850, eine erste umfangreiche Untersuchung von Tiersammlungen vor, die bis Mitte des 19. Jahrhunderts durch Europa wanderten. Die Untersuchung basiert auf den Beständen in Museen, Archiven und Privatsammlungen. Persönliche Aufzeichnungen von Menageristen, wie zum Beispiel Memoiren oder Tagebücher, die Auskunft über den Alltag der Wandermenagerien geben könnten, sind aus der Zeit bis 1850 nicht überliefert; Lebenserinnerungen, wie zum Beispiel die von Carl Hagenbeck oder P. T. Barnum, stammen aus einer jüngeren Menageristenzeit, die zusammenhängend noch nicht wissenschaftlich erfasst wurde.
Die in den Archiven neben den Zeitungen erhaltenen Ankündigungszettel, Auftrittsgenehmigungen und Broschüren der frühen Wandermenagerien wurden im ausgehenden 20. Jahrhundert hin und wieder Bestandteil von Ausstellungen zum Zirkus oder zum Zoo; weitere überlieferte Exemplare waren ebenso wie Postkarten und Drucke lange im Angebot der Antiquariate und der Antik- und Trödelmärkte, so dass sich Privatsammlungen ausbildeten, die in der Wissenschaft und in (oft regionalen) Ausstellungen in den vergangenen Jahren zunehmend Beachtung fanden.